# Мельниченко Сергій Михайлович
Сергій Михайлович Мельниченко — старший солдат, військовослужбовець ОЗСП «Азов» Національної гвардії України, учасник російсько-української війни, що відзначився під час російського вторгнення в Україну в 2022 році.

## Життєпис
Народився 9 листопада 1992 року в селі Гатному, Фастівського району на Київщині. Українець, громадянин України.
У 1999 році пішов до першого класу Гатненської ЗОШ I—III ступенів, в якій в 2008 році закінчив 9 класів та отримав базову загальну середню освіту.
З 2008 року по 2011 рік навчався в Державному навчальному закладі «Київське регіональне вище професійне училище будівництва», де здобув професію слюсара з ремонту автомобілів.
З 01 по 22 серпня 2011 року працював по трудовому договору в ТОВ «Албі» слюсарем-складальником 4-го розряду.
З 2011 року по 2012 рік проходив строкову військову службу в Повітряних Силах Збройних Сил України на посаді пожежний та отримав військове звання «старший солдат».
З 2013 року по 2016 рік проходив військову службу за контрактом в ДСНС України у м. Києві на посаді «пожежний-рятувальник».
В 2016 році проходив навчання в Інституті державного управління у сфері цивільного захисту та отримав посвідчення про підготовку з надання домедичної допомоги.
З 2017 року по 2018 рік проходив військову службу за контрактом в Бригаді Швидкого Реагування (БШР) військової частини № 3018 Національної Гвардії України на посаді «стрілець».
З 2017 року по 2022 рік брав участь у здійсненні заходів із забезпечення національної безпеки і оборони, відсіч і стримування збройної агресії російської федерації у Донецькій та Луганській областях, в районі проведення операції об'єднаних сил ОТУ «Схід».
В 2018 році отримав посвідчення учасника бойових дій. З 2018 року по 2022 рік перебував у спілці ГО «Воїнів учасників АТО села Гатне» на базі якої брав активну участь у патріотичному вихованні молоді.
З 2018 по 2022 рік проходив службу за контрактом в Окремому Загоні Спеціального Призначення «Азов» військової частини № 3057 Національної Гвардії України на посаді старший стрілець-гранатометник.
З 2018 року по 2022 рік навчався заочно в Національному Університеті Біоресурсів і Природокористування України (НУБІП) за спеціальністю «Фінанси, банківська справа та страхування».
В 2019 році нагороджений відзнакою Президента України «За участь в антитерористичній операції».
Загинув 8 травня 2022 року на заводі «Азовсталь» під час оборони міста Маріуполь.

## Нагороди
- Орден «За мужність» I ступеня (2022, посмертно) — За особисту мужність і самовіддані дії, виявлені у захисті державного суверенітету та територіальної цілісності України, вірність військовій присязі[11];
- Орден «За мужність» II ступеня (2022) — За особисту мужність і самовіддані дії, виявлені у захисті державного суверенітету та територіальної цілісності України, вірність військовій присязі, зразкове виконання службового обов'язку[12];
- Орден «За мужність» III ступеня (2022) — За особисту мужність і самовіддані дії, виявлені у захисті державного суверенітету та територіальної цілісності України, вірність військовій присязі, зразкове виконання службового обов'язку;
- Відзнака Президента України «За участь в антитерористичній операції» (2019);
- Займався професійно легкою атлетикою та бігом, отримав 31-ну нагороду з відзнаками в біговій категорії (марафони, напів-марафони, ультра марафони, «гонка націй[13]», «втеча з межигір'я[14]», «Love Run», «Vertical Run[15]»);
- Займався тайським боксом, боксом, вільною боротьбою, футболом (грав за команду села Гатне[16] «ФК Патріот»).

## Сімейний стан
Одружений. Мав доньку, 29.09.2021 р.н.

## Дивіться також
- Список українських спортсменів, тренерів і функціонерів, що загинули під час Революції гідності чи внаслідок російської агресії в Україні